# Дор-Сухонский
Дор-Сухонский — деревня в Тарногском районе Вологодской области.
Входит в состав Маркушевского сельского поселения, с точки зрения административно-территориального деления — в Раменский сельсовет.
Расстояние до районного центра Тарногского Городка по автодороге — 49 км, до центра муниципального образования Заречья по прямой — 24 км. Ближайшие населённые пункты — Сергиевская, Кленовая, Раменье.
По данным переписи в 2002 году постоянного населения не было.